# Ojiya
Ojiya (jap. 小千谷市, -shi) ist eine Stadt im Landesinneren der Präfektur Niigata auf Honshū, der Hauptinsel von Japan.

## Geographie
Ojiya liegt südlich von Nagaoka.

## Geschichte
Die Stadt Ojiya wurde am 10. März 1954 aus den ehemaligen Gemeinden Ojiya, Senda und Shirokawa gegründet.

## Verkehr
- Zug:
  - JR-Jōetsu-Linie
  - JR-Iiyama-Linie
- Straße:
  - Kan’etsu-Autobahn
  - Nationalstraße 17
  - Nationalstraße 117, 291, 351, 403

## Weblinks

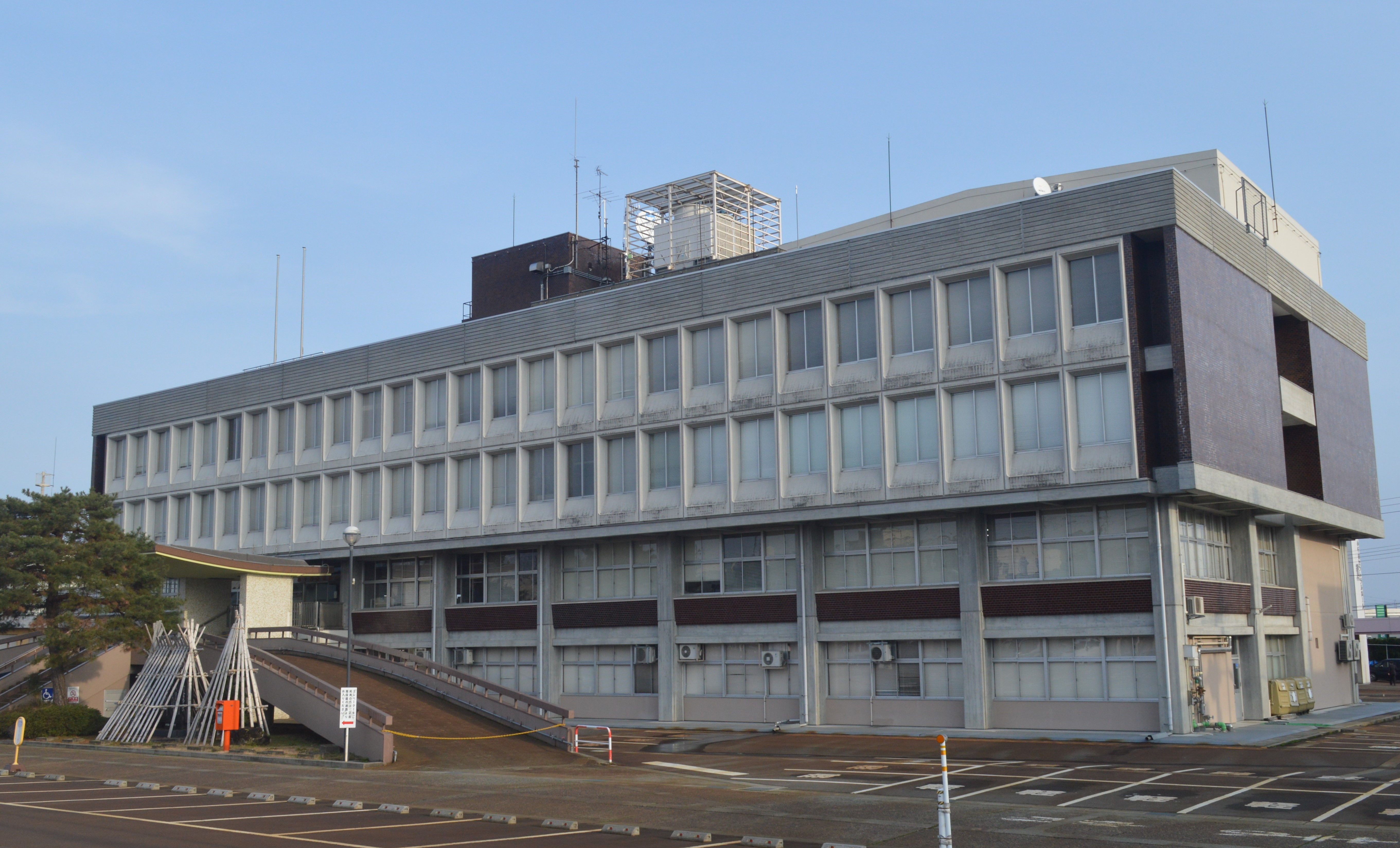
Rathaus von Ojiya

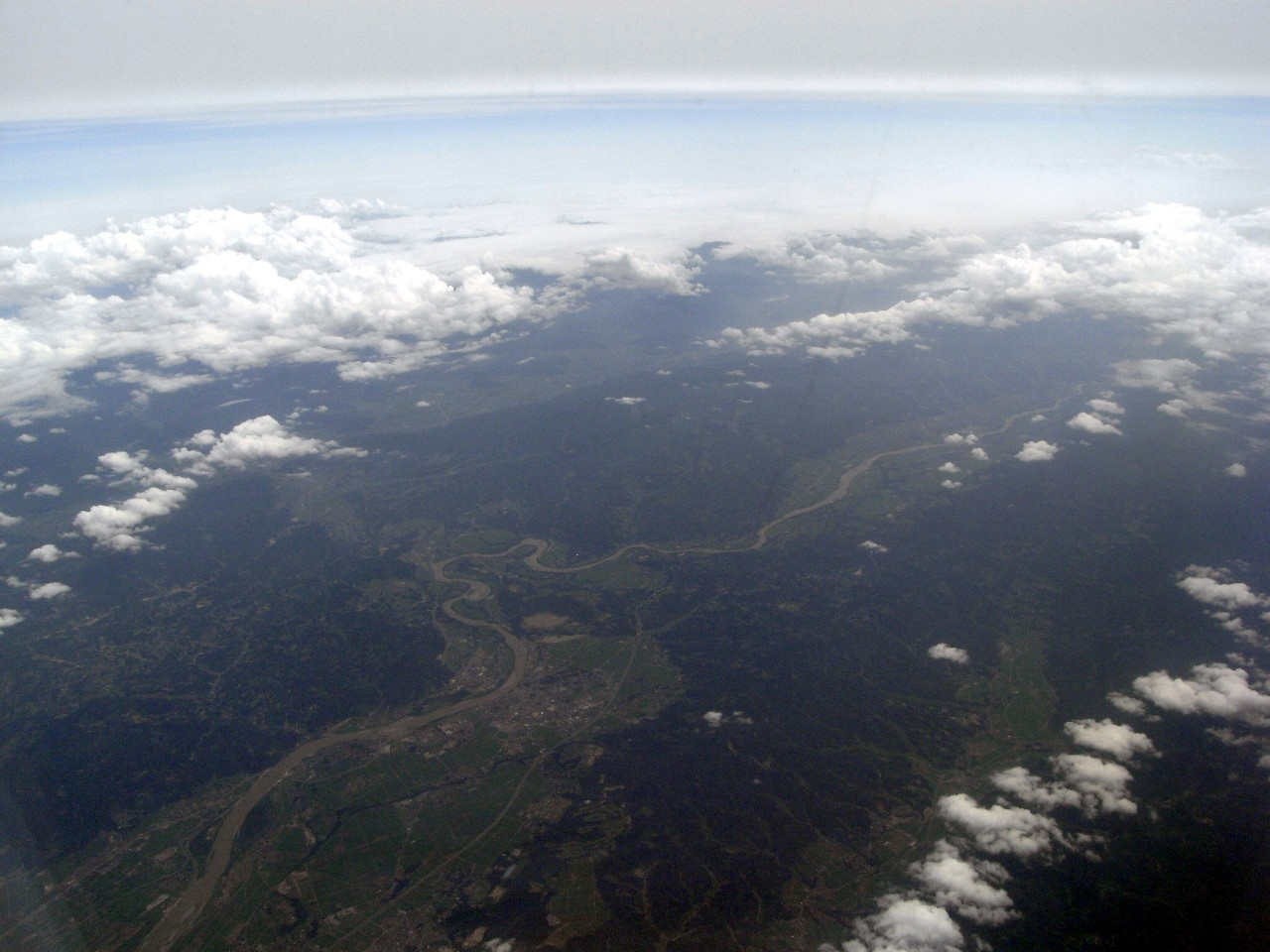
Mitte des Fotos: Der Shinano-Fluss schlängelt sich durch die Vororte von Ojiya

## Angrenzende Städte und Gemeinden
- Uonuma
- Tōkamachi
- Nagaoka

## Söhne und Töchter der Stadt
- Hidenori Isa (* 1976), Biathlet